# Grundsjöarna (Vilhelmina socken, Lappland, 724064-146949)
Grundsjöarna är en sjö i Vilhelmina kommun i Lappland och ingår i Ångermanälvens huvudavrinningsområde. Sjön har en area på 0,0341 kvadratkilometer och ligger 786,5 meter över havet. Grundsjöarna ligger i Daune Natura 2000-område.

## Delavrinningsområde
Grundsjöarna ingår i det delavrinningsområde (724084-147093) som SMHI kallar för Inloppet i Vökarn. Medelhöjden är 864 meter över havet och ytan är 8,82 kvadratkilometer. Det finns inga avrinningsområden uppströms utan avrinningsområdet är högsta punkten. Vökarbäcken som avvattnar avrinningsområdet har biflödesordning 2, vilket innebär att vattnet flödar genom totalt 2 vattendrag innan det når havet efter 402 kilometer. Avrinningsområdet består mestadels av skog (27 procent) och kalfjäll (72 procent). Avrinningsområdet har 0,07 kvadratkilometer vattenytor vilket ger det en sjöprocent på 0,8 procent.